# Australische Cricket-Nationalmannschaft in Südafrika in der Saison 2016/17
Die Tour der australischen Cricket-Nationalmannschaft nach Südafrika in der Saison 2016/17 fand vom 30. September bis zum 12. Oktober 2016 statt. Die internationale Cricket-Tour war Bestandteil der Internationalen Cricket-Saison 2016/17 und umfasste fünf ODIs. Südafrika gewann die Serie 5–0.

## Vorgeschichte
Für beide Mannschaften war es die erste Tour der Saison. Das letzte Aufeinandertreffen der beiden Mannschaften bei einer Tour fand in der Saison 2015/16 in Südafrika statt.

## Stadien
| Stadion                  | Stadt          | Kapazität | Spiele |
| ------------------------ | -------------- | --------- | ------ |
| Centurion Park           | Centurion      | 22.000    | 1. ODI |
| Sahara Stadium Kingsmead | Durban         | 25.000    | 3. ODI |
| Wanderers Stadium        | Johannesburg   | 34.000    | 2. ODI |
| Newlands Cricket Ground  | Kapstadt       | 25.000    | 5. ODI |
| Sahara Oval St George’s  | Port Elizabeth | 19.000    | 4. ODI |

## Kaderlisten
Australien benannte seinen Kader am 5. September 2016.
Südafrika benannte seinen Kader am 6. September 2016.
| ODI | ODI |
| Südafrika | Australien |
| --- | --- |
| - Faf du Plessis (K) - AB de Villiers (K) - Kyle Abbott - Hashim Amla - Farhaan Behardien - Quinton de Kock (wk) - JP Duminy - Imran Tahir - David Miller - Chris Morris - Wayne Parnell - Aaron Phangiso - Andile Phehlukwayo - Dwaine Pretorius - Kagiso Rabada - Rilee Rossouw - Tabraiz Shamsi - Dale Steyn | - Steve Smith (K) - David Warner - George Bailey - Scott Boland - James Faulkner - Aaron Finch - John Hastings - Travis Head - Usman Khawaja - Mitchell Marsh - Shaun Marsh - Joe Mennie - Chris Tremain - Matthew Wade (wk) - Daniel Worrall - Adam Zampa |

## Tour Matches

### ODIs gegen Irland
| 25. September Scorecard | Benoni | Südafrika 354-5 (50)           | – | Irland 148 (30.5) |
|                         |        | Südafrika gewinnt mit 206 Runs |   |                   |

| 27. September Scorecard | Benoni | Irland 198 (43.5)                | – | Australien 199-1 (30.1) |
|                         |        | Australien gewinnt mit 9 Wickets |   |                         |

## One-Day Internationals

### Erstes ODI in Centurion
| 30. September Scorecard | Centurion | Australien 294-9 (50)           | – | Südafrika 295-4 (36.2) |
|                         |           | Südafrika gewinnt mit 6 Wickets |   |                        |

### Zweites ODI in Johannesburg
| 2. Oktober Scorecard | Johannesburg | Südafrika 361-6 (50)           | – | Australien 219 (37.4) |
|                      |              | Südafrika gewinnt mit 142 Runs |   |                       |

### Drittes ODI in Durban
| 5. Oktober Scorecard | Durban | Australien 371-6 (50)           | – | Südafrika 372-6 (49.2) |
|                      |        | Südafrika gewinnt mit 4 Wickets |   |                        |

Die 372 geforderten Runs für Südafrika waren die zweithöchste erfolgreiche Aufholjagd einer Mannschaft im ODI-Cricket.

### Viertes ODI in Port Elizabeth
| 9. Oktober Scorecard | Port Elizabeth | Australien 167 (36.4)           | – | Südafrika 168-4 (35.3) |
|                      |                | Südafrika gewinnt mit 6 Wickets |   |                        |

### Fünftes ODI in Kapstadt
| 12. Oktober Scorecard | Kapstadt | Südafrika 327-8 (50)          | – | Australien 296 (48.2) |
|                       |          | Südafrika gewinnt mit 31 Runs |   |                       |